# Harvard Mark III
Harvard Mark III（ハーバード マーク スリー）は、ADEC (Aiken Dahlgren Electronic Calculator) とも呼ばれる初期のコンピュータで、電子的な仕組みと電気機械的な仕組みがそれぞれ部分的に組み込まれている。アメリカ海軍のために、ハワード・エイケンの指導のもとハーバード大学で製作された。
Mark III は、1949年9月に完成し、1950年3月にバージニア州ダールグレンの基地内にあった海軍実験場に搬入された。稼働したのは1951年からであった。

## 技術的概要
Mark III のワードは16ビットから成っている。この機構には、5,000本の真空管と1,500個の結晶ダイオードが用いられていた。総重量は、10ショートトン (9.1 t)であった。磁気ドラムメモリは、4,350ワードであった。加算に要する時間は、メモリへのアクセスを含めて4,400マイクロ秒、乗算は13,200マイクロ秒であった。エイケンは Mark III について、世界最速の電子式コンピュータだと豪語していた。
Mark III には9個の磁気ドラムが備わっており、そうした機構をもつ最初期のコンピュータのひとつであった。それぞれのドラムは4,000の命令を処理でき、アクセスに要する時間は4,400マイクロ秒というプログラム内蔵方式のコンピュータであった。演算ユニットは、他の二つのドラムにアクセスできるようになっており、一方は150ワードの定数、もう一方は200ワードの変数を含んでいた。これらのドラムも、アクセス時間は4,400マイクロ秒だった。このようにデータと命令を分けるやり方は、ハーバード・アーキテクチャと称されるものである。残り6つのドラムには、合わせて4,000ワードのデータが収容できたが、演算ユニットはこれらのドラムに直接アクセスすることはできなかった。データは、これらのドラムと、演算ユニットがアクセスできるドラムとの間で、電気機械的リレーによって補われたレジスタを介して転送された。この部分は、このコンピュータのボトルネックとなっており、データへのアクセス時間は80,000マイクロ秒と長めにかかっていた。これは、1回のアクセスで20ワードを転送できたことで、ある程度は補われていた。

## 関連文献
- A History of Computing Technology, Michael R. Williams, 1997, IEEE Computer Society Press, ISBN 0-8186-7739-2
- Staff of the Computation Laboratory (1952). Description of a Magnetic Drum Calculator. Annals of the Computation Laboratory of Harvard University, Vol. XXV.  Harvard University Press, Cambridge, Mass